# Обмежена раціональність

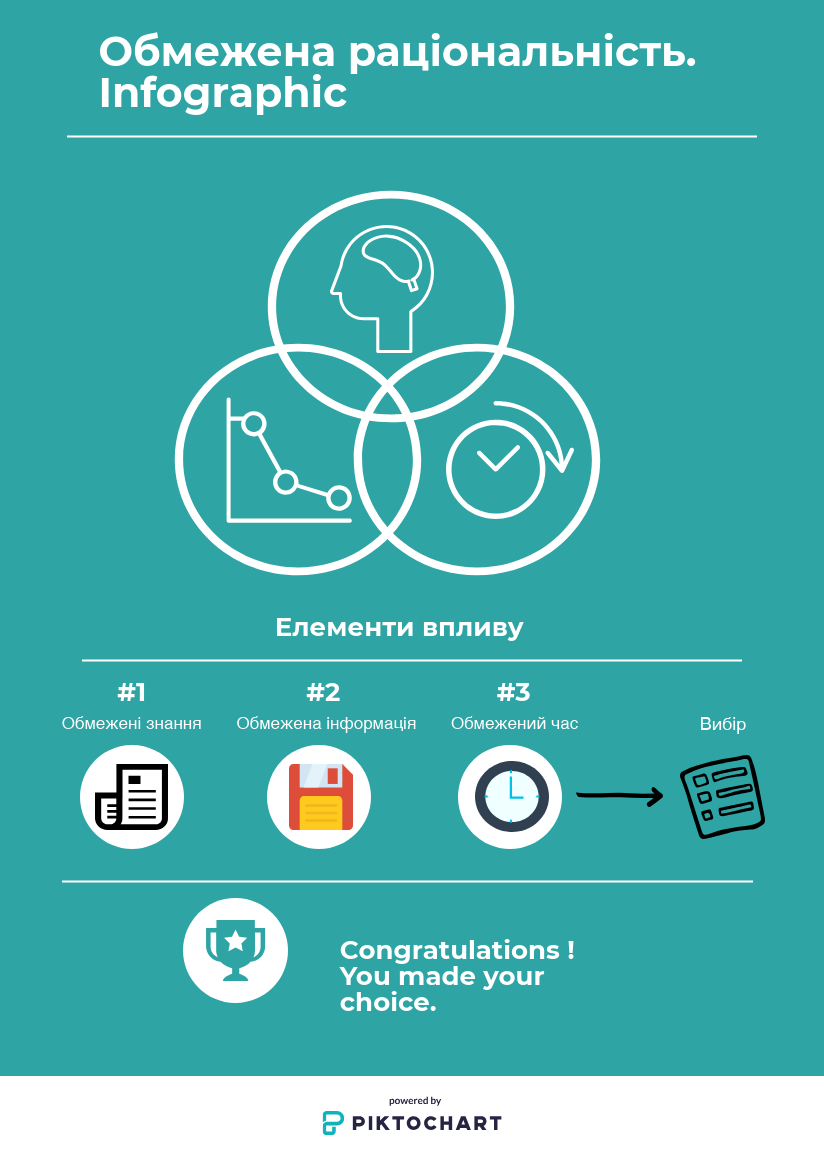
Елементи впливу на раціональність вибору

Обмежена раціональність (англ. Bounded rationality) полягає в тому, що коли люди приймають рішення, їх раціональність обмежується проблемою вибору, пізнавальними обмеженнями їх розуму та часом, доступними для прийняття рішення. Приймачі рішень у цьому випадку виступають агентами, що задовольняють свої потреби, прагнучи знайти задовільний, а не оптимальний варіант.
Герберт А. Саймон, один з основоположників сучасної евристики, запропонував обмежену раціональність як альтернативну основу для математичного моделювання прийняття рішень, як це використовується в економіці, політології та суміжних дисциплінах. Він доповнює «раціональність як оптимізацію», яка розглядає прийняття рішень як цілком раціональний процес пошуку оптимального вибору з урахуванням наявної інформації. Саймон використовував аналогію пари ножиць, де одне лезо представляє «когнітивні обмеження» реальних людей, а інше — «структури навколишнього середовища», що показує, як розум компенсує обмежені ресурси, використовуючи відомі структурні закономірності в навколишньому середовищі.
Деякі моделі людської поведінки в соціальних науках передбачають, що люди можуть бути описані як «раціональні» істоти (див., Наприклад, теорію раціонального вибору або Моделі політичних агентств Downs). Багато економічних моделей вважають, що люди, як правило, раціональні, і найчастіше вони діють відповідно до їхніх уподобань. Концепція обмеженої раціональності переглядає це припущення з огляду на те, що на практиці ідеально раціональні рішення часто неможливі через обмежені обчислювальні ресурси доступні для їх прийняття.

## Походження
Термін був створений Гербертом А. Саймоном. У «Моделях людини» Саймон зазначає, що більшість людей є лише частково раціональними та незрозумілі в частині їх дій. В іншій роботі він стверджує «обмежені раціональні агенти відчувають обмеження у формуванні та вирішенні складних проблем і в обробці (отримання, зберігання, передача) інформації». Саймон описує ряд вимірів, за якими «класичні» моделі раціональності можуть бути зроблені дещо більш реалістичними, при цьому дотримуючись досить жорсткої формалізації. До них належать:
- обмеження типів корисних функцій
- визнання витрат на збір та обробку інформації
- можливість наявності функції «вектора» або «багатозначної» корисності

Саймон пропонує, щоб економічні агенти використовували евристику для прийняття рішень, а не жорсткі правила оптимізації. Вони роблять це через складність ситуації та неможливість обробити та обчислити очікувану корисність кожної альтернативної дії. Обговорення витрат може бути високим, і часто існують інші одночасні економічні заходи, що також вимагають прийняття рішень.

## Відношення до поведінкової економіки
Обмежена раціональність передбачає ідею про те, що люди приймають міркування, які можуть призвести до неоптимального прийняття рішень. Поведінкові економісти заохочують брати участь у формуванні швидких рішень агентів для підвищення ефективності прийняття рішень людьми. Одне звернення до цієї ідеї походить від Касса Санштейна та Річарда Талера. Санштейн і Талер рекомендують, щоб архітектори вибору та маркетологи модифікували свою працю в світлі обмеженої раціональності агентів. Широко цитована пропозиція від Санштейна і Талера, щоб здорова їжа була розміщена на рівні зору, щоб збільшити ймовірність того, що людина буде робити цей вибір, а не менш здоровий варіант.